# Саба, Умберто
Умберто Саба (итал. Umberto Saba, настоящая фамилия Поли, Poli; 9 марта 1883 — 25 августа 1957) — итальянский писатель, поэт.

## Биография
Родился в Триесте, который входил тогда в состав Австро-Венгрии, в семье торгового агента — венецианца из знатной семьи Уго Эдуардо Поли и триестинской еврейки Фелиции Рахили Коэн. Его отец принял иудаизм, чтобы жениться на матери. Однако родители расстались ещё до рождения сына, отец вынужден был покинуть Триест, так как был итальянским гражданином и сторонником ирредентизма (то есть присоединения к Италии всех населённых итальянцами территорий, в том числе Триеста). Впервые увидел своего отца в 20 лет.
Большую роль в жизни Сабы сыграла кормилица словенка Жозефа Габрович Шкобар или, как её называли, Пеппа или Пеппа Сабац. Несколько лет он жил в её доме. Пеппа, у которой недавно умер сын, стала его второй матерью. Впоследствии в стихах он изображает годы жизни у Пеппы как счастливейшие.
После возвращения в дом семейства Коэн, воспитывался матерью и двумя тётками, которые занимались также торговлей мебелью в своём магазине. Успехи в школе Данте Алигьери были ниже среднего. Решено, что он пойдёт по торговой линии (как обычно в семье Коэн). Работал некоторое время учеником (после третьего или четвёртого класса) в одном из торговых домов Триеста. Окончил среднее образование в Королевской Академии торговли и навигации. Некоторое время служил юнгой на торговом судне.
В 1903 году поступил в Пизанский университет, где изучал сначала итальянскую литературу, затем — археологию, немецкий язык и латынь. В начале XX века пытался заниматься скрипкой. В 1904 году из-за ссоры с другом скрипачом Уго Кьезой впал в депрессию, которая со времен развилась в серьёзное нервное заболевание. В то же время вернулся в Триест, писал стихи и заметки для газеты; первые стихи подписывал псевдонимом Умберто Шопен Поли.
Посещал Д’Аннунцио в Версилье. В 1905 году опубликовал в газете заметки о пешем путешествии по Черногории. В эти годы посщал кафе Россетти — место встреч молодых интеллектуалов, где общался, в частности, с будущим поэтом Вергилио Джиоттой. На следующий год переселился на два года во Флоренцию, где посещал кружок «vociani», общался с Джованни Папини и Джузеппе Предзолини, писал в газету «Voce».
Во время одного из приездов в Триест познакомился с Каролиной Вельфлер (Лина из его стихов), на которой позже женился.
Будучи гражданином Италии в 1907—1908 годах был на срочной службе в итальянской армии в Салерно. Вернулся в Триест в сентябре 1908 года. По возвращении женился на Каролине (1909). В 1910 родилась дочь Линучча.
В 1911 на собственные средства издаёт первую книгу «Стихи», впервые использует псевдоним «Саба» (происхождение неизвестно — может быть от имени кормилицы, от еврейского «Саба» — «хлеб, дедушка»).
Серьёзная ссора с женой в 1911 году приводит к душевному кризису и служит материалом для двух новых книг стихов. В 1910—1913 годах кроме стихов пишет рассказы из еврейской жизни, ставит драму в местном театре (единственную в творчестве Сабы). В это время пути развития Сабы как поэта и основного потока итальянской поэзии становятся противоположными. Для преодоления кризиса в семейной жизни в 1913 году вместе с семьёй переезжает сначала в Болонью, где сотрудничает в газете Il Resto del Carlino, затем в Милан, где заведует кафе театра Эдем.
В годы первой мировой войны Саба, не интересующийся политикой, склоняется всё же к поддержке позиции вмешательства газеты Il Popolo d’Italia, издаваемой Муссолини (за вмешательство в войну на стороне Антанты для присоединения Триеста и других австрийских территорий, населённых итальянцами).
Призван на военную службу в Касальмаджоре в лагерь австрийских военнопленных, как писарь, затем в 1917 году на аэродром в Талиедо для заготовки пиломатериалов для самолётов.
В это время читал Ницше и в результате ухудшения психического состояния попал в военный госпиталь в Милане (1918).
После войны вернулся в Триест, и на протяжении нескольких месяцев, то директор одного из кинотеатров, владельцем которого является вместе с родственником, то писал текст рекламы для Леони фильм, купил библиотеку антиквара Mayländer в партнерстве с философом Джорджио Фано, благодаря наследству от тети Регины. Он стал единственным владельцем магазина антикварной книги в ближайшее время, поскольку Фано уступил свою долю. До 1938 года магазин стал основным источником дохода, позволявшим достаточно времени уделять поэзии.
В 1921 году издал первый вариант своей Книги песен (Il canzoniere). В дальнейшем дважды переиздавал, дополняя новыми стихами. С 1922 года дружба с Джакомо Бенедетти и сотрудничество в Primo Tempo. В 1926 году вошёл в группу писателей, сотрудничавших в журнале Solaria (до 1934 года) Посвящённый Сабе отдельный номер журнала (1928) означал окончательное признание его как поэта.
В 1929—1931 годах обострение нервной болезни заставило обратиться к помощи психоанализа: Вайсс, ученик Фрейда, провёл курс лечения.
В 1938 году из-за расовых законов Саба передал магазин своему служащему, а сам уехал в Париж. В 1939 году вернулся в Италию, но в Рим, где без успеха пытается ему помочь Унгаретти, затем едет опять в Триест. После 8 сентября 1943 года бежит с женой и дочерью во Флоренцию, где скрывается, часто меняя квартиры. Помощь в этом, рискуя собой, ему оказывают Монтале и Карло Леви.
После войны жил 9 месяцев в Риме, затем 10 лет в Милане. Сотрудничал с Коррьере делла Сера. В 1946 году стал первым послевоенным лауреатом премии Виареджо.
Крестился в католичество, но его брак не был преобразован.
В 1955 году после смерти жены помещён в больницу Гориции, которую покинул только на похороны жены.

## Творчество
Справочники указывают иногда, что принадлежит к литературному течению герметизм. Однако это сомнительно: в отличие от поэтов герметизма, стремится к простоте и ясности, точности передачи переживаний, реалистичности описаний, не стремится к символизму.
Традиции, на которые опирался Саба, это — поэзия Возрождения, ранний Д'Аннунцио, Пасколи, Кардуччи. На мировоззрение Сабы оказали влияние Ницше и З.Фрейд, причём раньше, чем стали широко известны среди итальянской интеллигенции.
В одном из первых критических откликов Сабу предупреждали, что ему придётся оправдываться за нередкие прозаизмы, однако со временем их вес только увеличивался, всё меньше становилось поэтических красивостей, всё больше обыденной, прозаической лексики.
В ранних стихах строгий метрический стих, классические формы сонета, канцоны, несколько изменённые терцины, строгая рифма. Позднее преобладают белый стих, с редкими рифмами, или, например, рифмованным окончанием стиха, зарифмованное стихотворение с незарифмованной последней строчкой и т. п.
Огромную роль в поэзии Сабы играют автобиографические мотивы, повседневная жизнь, в них изображаются реальные места, реальные люди (кормилица, жена, мать, дочь, друзья).
Фактически не примыкал ни к какому литературному течению.
При переизданиях своей Книги песен убирал поэтические красивости, вычурность, упрощал ранние стихотворения.
Любил я — не в пример другим — слова
избитые. И эту рифму: кровь -
любовь,
одну из самых трудных и старинных.
(Это в русском переводе, а по-итальянски чаще всего у Сабы употребляется слово cuore (сердце), рифмуется с amore (любовь) и dolore (боль)).